# Nowe schronienie
Nowe schronienie (tyt. oryg. Streha e re) – albański film fabularny z roku 1977 w reżyserii Vladimira Kasaja i Spartaka Pecaniego, na motywach powieści Toka e ashpër (Surowa ziemia) Teodora Laço.

## Opis fabuły
Akcja filmu rozgrywa się w czasie pierwszych lat po zakończeniu wojny. Zapewnienie stałego zaopatrzenia małego wiejskiego sklepu w świeży chleb jest bardzo trudnym zadaniem, w którym pomaga wojsko. Na tle problemów z zaopatrzeniem rozwija się uczucie traktorzysty Bido i młodej Verki.
Film realizowano w Korczy.

## Obsada
- Piro Kita jako agronom
- Yllka Xhaferri jako Verka
- Halim Agimi jako traktorzysta Bido
- Pandi Raidhi jako Loni
- Sulejman Pitarka jako Gano
- Thimi Filipi jako przewodniczący
- Luftar Pajo jako Braho
- Vangjel Grabocka jako Rushan
- Perika Gjezi jako ochotnik
- Llambi Kaçani jako ochotnik
- Jani Riza jako Shaban
- Dhimitra Plasari jako ochotniczka
- Tatjana Radoja jako Ledja
- Besnik Kasa jako pomocnik traktorzysty
- Astrit Çerma jako Ferat